# Красимир Крумов
Красимир Петров Крумов-Грец е български сценарист и режисьор, автор на разкази, културологични есета и изследвания в областта на историята и теорията на киното.

## Биография
Роден е в с. Градище, Шуменско, на 16 септември 1955 г. През 1974 г. завършва във Варна френска езикова гимназия. През 1979 г. завършва българска филология във Великотърновския университет „Св. св. Кирил и Методий“, а през 1985 г. завършва ВИТИЗ „Кръстьо Сарафов“ със специалност кинорежисура.
Първият му филм, „Екзитус“, по едноименната повест на Златомир Златанов е сред най-представителните кинотворби на отчаянието като несъгласие с комунизма.
Преподавател в Немската филмова и телевизионна академия в Берлин.
Член на Съюза на българските филмови дейци и на Европейската филмова академия.
Умира на 31 юли 2015 г. от инфаркт по време на почивка в селската си къща във Фазаново.

## Награди
- Награда за режисура и награда за дебют на Съюза на българските филмови дейци (1989) за филма „Екзитус“[7]
- Голямата награда от Филмовия фестивал за младо източноевропейско кино в Котбус (1992) за филма „Мълчанието“ (1991)
- Награда на независимите собственици на кина от Международния фестивал Манхайм-Хайделберг, 2003 за филма „Под едно небе“ (2003)
- Награда за най-добър български игрален филм на Международния филмов фестивал в София, 2003 за филма „Под едно небе“ (2003)
- Награда на Съюза на българските филмови дейци на 29-ия фестивал на българското кино Златна роза (2010) – за филма „Светото семейство“[8]
- Награда на Българската филмова академия за телевизионен игрален филм – за филма „Светото семейство“ (2010) [9]
- Награда „Бронзов Витяз“ на кинофорума „Златен Витяз“ в град Курск, Русия (2011) – за филма „Светото семейство“[10]

## Филмография
Като режисьор
- „Светото семейство“ (2009) [11]
- „Нощ и ден“ (2006)
- „Смисълът на живота“ (2005) [12]
- „Под едно небе“ (2003) [13]
- „Забраненият плод“ (1994)
- „Мълчанието“ (1991)
- „Екзитус“ (1989)

Като сценарист
- „Светото семейство“ (2009)
- „Вътрешен глас“ (2008)
- „Нощ и ден“ (2006)
- „Смисълът на живота“ (2005)
- „Под едно небе“ (2003)
- „Забраненият плод“ (1994)
- „Мълчанието“ (1991)
- „Екзитус“ (1989)

### Повести и разкази
- Удавникът. София: Български писател, 1989, 184 с.
- Духът на престъплението. 1991.
- Неведоми пътища. София: Петриков, 2002, 415 с.[14]
- Неведоми пътища II. София: Изток-Запад, 2004, 236 с.

### Кинознание
- Поетика на киното. София: Агата-А, 2000, 624 с. (Второ допълнено и преработено издание – 2012)[15]
- Поетика на българското кино. София: Агата-А, 2013, 488 с. ISBN 978-954-540-085-8 [16][17]

### Есеистика
- Новият конформизъм. София: Агата-А, 2015, 243 с. ISBN 978-954-540-105-3